# Spot palatino
Lo spot palatino è un'area compresa tra le rughe palatine dietro la papilla retroincisiva, sede di cinque diversi tipi di esterocettori, si trova proprio allo sbocco del canale nasopalatino.
In questa area poggia la lingua in condizioni di riposo in posizione quasi verticale e semiflessa in equilibrio tra il muscolo stiloglosso e genioglosso.
Lo stimolo dei cinque esterocettori di questa stessa area avviene durante il corretto atto deglutitorio (ogni 20" circa) da parte della punta della lingua che trova qui il punto di appoggio per la spinta necessaria alla deglutizione.